# Ряхи
Ряхи — деревня в Зуевском районе Кировской области в составе Семушинского сельского поселения.

## География
Находится на расстоянии примерно 24 километра на запад-северо-запад от районного центра города Зуевка.

## История
Упоминается с 1671 года как починок с 1 двором, в 1764 году было 33 жителя. В 1873 году отмечено было дворов 9 и жителей 107, в 1905 году 18 и 127, в 1926 31 и 160. В 1950 году было учтено хозяйств 36 и жителей 164. В 1989 году учтено 93 жителя. 

## Население
Постоянное население  составляло 95 человек (русские 96%) в 2002 году, 67 в 2010.